# بشير الصقال
بشير الصقال (1324 - 1407 هـ/ 1906 - 1986 م) هو عالم دين من الموصل.

## نشأته ودراسته
ولد بشير بن أحمد بن عزالدين الصقال في مدينة الموصل عام 1906 في بيت علم وتقى، دخل الكتاب كعادة أطفال المدينة، وقرأ القرآن الكريم على السيد عبد الله البحراني وبعد أن تعلم القراءة والكتابة انتقل إلى المدرسة العثمانية الأميرية، وواصل فيها الدراسة حتى الصف السادس الابتدائي، ثم تركها ليلتحق بحلقات الشيوخ من علماء الموصل للحصول على العلوم الشرعية، فدرس على أحمد حميد الحمداني المعروف بالمسدّي، وعلى الشيخ صالح الجهادي الشهير بالبربر والسيد داود الوضحة، واتصل بعد ذلك بالشيخ محمد الرضواني ولازم حلقة الشيخ عبد الله النعمة وقرأ عليه العلوم النقلية والعقلية واللغة العربية وأخذ عنه الإجازة العالمية سنة 1349هـ.

## تدريسه
وفي تدريسه كان الصقال يصطحب كتبه كطلابه، ويراجع الموضوع أو الباب الذي يّدرسه قبل عرضه على طلبته، ومن تلامذته الذين لهم اثر في الحياة الدينية والشرعية في مدينة الموصل: محمد ياسين، ومحمد العمر، ومحمود حسن عكله، وعبد الرحمن أحمد المحمود، وإبراهيم نعمي ذنون، ونوري عبد الله، واكرم عبد الوهاب، وإبراهيم النعمة. وجلس الصقال للوعظ في جامع النبي جرجيس عصر يومي الاثنين والخميس من كل اسبوع وكان الناس يئمون مجلس وعظه لسماع ما يقوله الشيخ الصقال في الرد على اعداء الإسلام وكتب في صحف عديدة، محلية وعراقية وعربية في سوريا وفلسطين ومصر، وكانت مراسلات بينه وبين شكيب ارسلان وورد في إحدى رسائله إلى الصقال «ان المقالات التي تكتبونها لمما تقّربها اعين امثالي» ولم يكن الصقال بعد قد تجاوز السابعة عشرة من عمره وذكر النعمة أيضاً طموح الصقال في إصدار جريدة، تمكن من اصدارها باسم الشيخ عبد الله الصوفي وحملت اسم (البرهان) اصدرت عدة اعداد وتوقفت عن الصدور بعد أن نشر فيها الصقال مقالاً يشرح فيه بنود اتفاقية عقدت بين انكلترا والعراق، وفيها انتقاد صارخ لسياسة العراق آنذاك.
يقول إبراهيم النعمة في صدد توقف جريدة البرهان وأداء للامانة العلمية، اقرر هنا ما ذكره لي استاذنا الصقال من أن الدافع لكتابة ذلك المقال:«قرر هنا ما ذكره لي استاذنا الصقال من ان الدافع لكتابة ذلك المقال:ان تقوم الحكومة باغلاق الجريدة بعد ان ضاقت السبل في امر اصدارها.إذ ان الدوائر الحكومية لاتنشرعنده شيئاً من الاعلانات وتصحيح الجريدة يتحمل هو عبئه الأكبر، وهكذا اغلقت الجريدة والغى امتيازها».
واتبع الصقال نهج الشيخ محمد عبده وجمال الدين الأفغاني في شرح الإسلام والرد على المستشرقين، وكان يرى في كتاباتهما النموذج الذي يسير في ظله، وقد تأثر بـمحمد عبده تأثراً كبيراً وقال فيها لهذا رجل عظيم، استطاع ان يخدم الإسلام خدمة كبيرة هو واستاذه جمال الدين الأفغاني، واذا كانت السهام قد انتقلت وريشت ورمي بها هذان العالمان فلأن كلا منهما بذل جهوداً كبيرة في ايقاظ العالم الإسلامي.
وقد اجاز الصقال عدداً من طلبته الذين اخذوا العلم عنه، منهم: محمد علي الياس العدواني، وشاكر النعمة، ومحمد ياسين ومحمد عمر الحديدي ونعمان حسين الموالي، وشمس الدين البدري ومحمود حسن عكله وعبد الهادي الحاج علي وإبراهيم خلف عنيز.

## عمله وذكراه
عمل قوطجيا (أي بائعا للشاي والسكر) لفترة في باب السراي. امتهن الصقال التجارة مصداراً للرزق بعد أن فصل من وظائفه عام 1948 على الرغم من أن التدريس عنده أفضل من اية مهنة أخرى لأنه تصله بطلابه وبالعلم مباشرة وجهوده في إنشاء الجمعيات الإسلامية في الموصل معروفة فقد قام بتشكيل جمعية البر الإسلامية، وفي هذه الجمعية ميتم يقبل فيه سبعون طالباً من الطلاب اليتامى وصار رئيساً للجمعية بعد وفاة شيخه عبد الله النعمة.وكان كاتم سر جمعية الشبان المسلمين وله فيها مجلس يشرح فيها أحاديث صحيح البخاري، وقام بتأسيس فرع جمعية الهداية الإسلامية في الموصل وعقرة وله كتاب اليقظة الإسلامية في العصر الحديث.
يذكره أهل الموصل، من مسلمين ونصارى، بالخير ويكنون له الاحترام والتوقير.

## شعره
كان الصقال خطيباً وشاعراً، جمع الحاج حسين محمد العلوي بعض أشعاره المنشورة في الصحف، وأضاف إليها ما خصه بها من قصائد، فتكون لديه مجموع أسماه «ديوان الصقال»، ولاكنه لم ينشر بعد.
وهو القائل في الشعر:

## وصلات خارجية
الشعـر الدينـي في الموصـل في القـرن العشريـن - الشيخ بشير الصقال نموذجا عمر محمد الطالب - موقع الدكتور عمر الطالب.